# 露絲·瑪麗·特里
露絲·瑪麗·特里（1936年9月8日—1974年7月）是一位女性謀殺受害者，身分未明時暱稱沙丘女士（Lady of the Dunes），遺體在1974年7月26日發現於麻薩諸塞州普羅威斯頓，現已確認身分。

## 發現
1974年7月26日，一位十二歲的女童在麻薩諸塞州普羅威斯頓的沙丘發現一具腐爛的女屍 ，屍體明顯的被昆蟲啃食 。一旁有兩道足跡通往屍體，而汽車胎紋距離現場46公尺，研判受害者可能死於發現前兩周。屍體被發現時臉朝下而下面鋪有一半的海灘墊。生前沒有任何掙扎的跡象，警方認為可能她不知道是誰殺了她或者是死於睡眠狀態。在頭的下方有一條藍色頭巾和牛仔褲，還有著赭色的長髮，用金色的橡皮筋綁成馬尾，腳趾甲彩繪成粉紅色。警方猜測身高168公分體重66公斤，而且身形類似運動員，雙手和一隻前臂遺失，大多數來源聲稱她介於25到40歲。可能由於被勒死因此她的頭搖搖欲墜，腦袋的一側被工兵鏟打碎，造成致命傷 ，同時也有死後性侵的跡象。一些調查員認為消失的手牙齒和前臂，是因為殺人犯想掩蓋受害者和自己的身分。隨著事件落幕，同年8月埋葬遺體。

## 後續
1979年執行首次的臉部重建，1980年重新發掘遺體進行檢驗，然而沒有新的線索。2000年3月又再次發掘遺體做DNA檢驗，2010年5月，頭骨進行電腦斷層掃描並將資料交美國國家兒童失蹤與受虐兒童援助中心使用。透過調查性遺傳譜系學的調查，2022年10月31日，聯邦調查局宣布受害者身份為露絲·瑪麗·特里（Ruth Marie Terry）。